# Blood Bowl (игра, 2009)
Blood Bowl — компьютерная игра, симулятор менеджера футбольной команды и американского футбола в жанре фэнтези, разработанная компанией Cyanide и изданная Focus Home Interactive в 2009 году для платформ Microsoft Windows, Xbox 360, PlayStation Portable и Nintendo DS. Blood Bowl является адаптированной версией одноименной настольной игры, выпускаемой британской компанией Games Workshop. Она основана на вымышленной вселенной Warhammer Fantasy. Игровые матчи ведутся по правилам отдаленно похожим на американский футбол с характерными для игры карикатурным насилием и чёрным юмором.

## Геймплей
Игра является пародией на американский футбол. Все команды в игре представляют расы и группировки из вселенной Warhammer Fantasy — людей, орков, гномов и прочих. Между двумя командами, в каждой по 16 игроков, в каждом матче участвует 22 игрока, по 11 с каждой команды. Тачдаун такой же как и в настоящей игре — игрок атакующей команды должен доставить мяч в очковую зону команды-соперника (англ. end zone). Это можно сделать двумя способами: либо игрок атакующей команды вместе с мячом забегает в очковую зону, либо он же получает пас, находясь в очковой зоне соперника, ещё это могут сделать и защитники, если они вытолкнут противника с мячом в свою очковую зону.
Изначально игра пошаговая, но есть возможность выбрать вариант игры в реальном времени. Каждый матч делится на 2 тайма с возможностью добавления дополнительного времени. В игре присутствует такое понятие, как игровой момент — после ввода мяча в игру и до тачдауна либо до конца тайма. Если происходит травмирование, либо удаление игрока, то замена возможна только по окончании игрового момента.
При пошаговой игре ход длится, пока тренер (то есть Вы) не совершит действия всеми игроками, либо не пропустит ход, так же ход может быть прерван потерей мяча, если он был у игрока тренера, чей ход, либо поражением в потасовке между игроками. В свой ход любой игрок может совершить следующие действия: одно движение на количество клеток меньшее/равное его скорости, толкнуть противника, находящегося в соседней клетке, передать мяч союзнику в соседней клетке, подобрать мяч (при неудачной попытке ход заканчивается); следующие действия в ход могут быть совершены только один раз одним любым игроком команды: дать пас (или метнуть союзника, да, такое тоже бывает), совершить блиц — подбежать и ударить противника, а также ударить лежачего противника.
Если играть в режиме карьеры, то игрок начинает с нуля и создает свою команду, покупает новых членов команды — игроков, чирлидеров, дополнительных тренеров. Если игрок будет побеждать, то он будет подниматься в таблице спортивных побед и получать большее вознаграждение за игры, которое можно тратить на улучшение команды — покупку новых игроков, чирлидеров, дополнительных тренеров; проводить состязания со всё сильнейшими командами. Если вовремя матча один из игроков будет ранен или убит, его надо будет заменить на 1 или 7 матчей (в зависимости от травмы). Также можно лечить раненых игроков за деньги. Если отправить в матч раненого игрока, то есть большой шанс, что он будет убит.
Опыт в игре представлен «ОЗИ» — очками звездного игрока. Когда ОЗИ будет достаточно, игрок получает уровень. С уровнем у спортивных игроков появляются возможность выбрать улучшения, такие как: увеличение физических параметров (сила, ловкость, скорость), либо получение новых навыков. Повышение параметров игроков приводит к их удорожанию, что увеличивает стоимость команды в целом. При достижении определённой стоимости команды, появляются расходы на неё, которые приходится нести после каждой игры.
Также можно играть в кооперативном режиме, где вы и ваш соперник будете играть друг против друга. В многопользовательской игре доступны сразу все игроки всех рас (уровень любой, какой соперники выбрали в начале) и все способности какие есть (количество очков также одинаковое для обоих игроков). После этого игроки отправляются на сопернический матч.
В версии для Nintendo DS, PlayStation Portable и Xbox 360 также есть кооператив.

## Команды
- Люди
- Орки
- Гномы
- Лизардмены
- Скейвены
- Гоблины
- Хаос
- Лесные эльфы
- Амазонки (Legendary Edition)
- Высшие эльфы (Legendary Edition)
- Эльфы (Legendary Edition)
- Тёмные эльфы
- Нурглиты (Legendary Edition)
- Демоны Кхорна (Chaos Edition)
- Гномы Хаоса (Chaos Edition)
- Вампиры (Legendary Edition)
- Огры (Legendary Edition)
- Халфлинги (Legendary Edition)
- Подземелье (Chaos Edition)
- Андеды (Legendary Edition)
- Некроманты (Legendary Edition)
- Кхемри (Legendary Edition)
- Норксийцы (Legendary Edition)

## Разработка
О начале создания Blood Bowl французская студия Cyanide Studio объявила в августе 2007 года. Выход игры разработчики обещали в 2008 году. 14 ноября 2007 года были также анонсированы версии игры для Nintendo DS, PlayStation Portable и Xbox 360. 10 мая 2008 года на мероприятии The Warhammer 40000 Grand Tournament разработчики представили демоверсию Blood Bowl. 25 июня 2008 года вышел трейлер с геймплеем игры.
18 декабря 2008 года на сайте Cyanide появилась информация, что выпуск игры перенесен на второй квартал 2009 года (июнь). Наконец, 26 июня 2009 года была выпущена версия Blood Bowl для ПК.

## Отзывы и продажи
| Сводный рейтинг       | Сводный рейтинг                     |
| Агрегатор             | Оценка                              |
| --------------------- | ----------------------------------- |
| GameRankings          | ПК: 75,05 % X360: 60,66 %           |
| Metacritic            | 72 / 100 73/100 (Legendary Edition) |
| Иноязычные издания    |                                     |
| Издание               | Оценка                              |
| IGN                   | 6,4                                 |
| Русскоязычные издания |                                     |
| Издание               | Оценка                              |
| Absolute Games        | 60 %                                |
| «Игромания»           | 7,5                                 |

Игра получила смешанные отзывы. На сайте-агрегаторе Metacritic средняя оценка игры составляет 73 из 100 на основе 13 обзоров для платформы PC.
Летом 2018 года, благодаря уязвимости в защите Steam Web API, стало известно, что точное количество пользователей сервиса Steam, которые играли в Blood Bowl: Chaos Edition хотя бы один раз, составляет 253 538 человек.

## Защита отпиратства
В версии на ПК встроена SecuROM-ТСЗАП. Защита SecuROM есть в двух версиях на DVD и на загрузочной версии через интернет. Steam и Content Delivery Network используют эту технологию, чтобы запустить игру, надо ввести активационный код.